# Kwas elagowy
Kwas elagowy (kwas ellagowy) – organiczny związek chemiczny z grupy polifenoli. Jest dimerem kwasu galusowego, którego cząsteczki połączone są w pozycjach 2 wiązaniem C-C oraz dwoma symetrycznymi wiązaniami estrowymi (laktonowymi) pomiędzy grupą karboksylową jednego monomeru i grupą hydroksylową drugiego, tworząc układ 4 pierścieni skondensowanych.
Występuje w żółci oraz w wielu roślinach, np. malinach (1500 μg/g), truskawkach (630 μg/g), winogronach (odmiana Muscadine jasna 879-1620 mg/kg, ciemna 592-1900 mg/kg w skórce), jeżynach (1500 μg/g), orzechach włoskich (590 μg/g), orzeszniku jadalnym (330 μg/g), żurawinie (120 μg/g). Można go także znaleźć w kłączu pięciornika oraz owocach borówki i granatu.

## Badania nad działaniem leczniczym
Wspiera układ odpornościowy organizmu i jest antyoksydantem. U szczurów poddanych leczeniu cyklosporyną A kwas elagowy istotnie zmniejszał szkodliwy wpływ cyklosporyny A na jądra i jakość nasienia, co tłumaczy się jego działaniem przeciwutleniającym. Kwas elagowy wykazuje także działanie hemostatycznei przeciwzapalne.
Początkowo kwas elagowy był wprowadzany na rynek jako suplement diety z szeregiem deklarowanych korzyści w walce z nowotworami, chorobami serca i innymi problemami zdrowotnymi. Jednak w 2008 r. został zidentyfikowany przez Amerykańską Agencję ds. Żywności i Leków (FDA) jako „fałszywe lekarstwo na raka”. Sprzedawcy suplementów diety z siedzibą w USA promujący kwas elagowy otrzymali listy od Agencji Żywności i Leków z ostrzeżeniem, że naruszają federalną ustawę o żywności, lekach i kosmetykach.
Urolityny, takie jak urolityna A, będące dla ludzkiej mikroflory metabolitami pochodnych kwasu elagowego, są badane jako środki przeciwnowotworowe. Prowadzone są badania nad stosowaniem kwasu elagowego zarówno w profilaktyce nowotworowej, jak i leczeniu nowotworów, jednak ich wyniki nie są jednoznaczne i wymagają dalszych testów.